# 北京市通州区第二中学
39°53′59″N 116°38′27″E / 39.899753°N 116.640901°E
北京市通州区第二中学是一家教育部门主办的十二年一贯制学校，位于北京市通州区玉带河西街28号，是北京市第一批完全中学。

## 历史
北京市通州区第二中学的前身是1904年美国公理会海外布道会传教士富善慕柯的夫人撒拉在通州新城南门外西侧的护城河南岸创建的“安士学道院”，该院专门向妇女布道。1914年，该校扩建改为“女蒙馆”，开始招收女童入学。1919年，美国籍女教士和·爱融接管“女蒙馆”，并将之改为小学校，自任校长及董事会负责人，开始招收女学生。1923年，该校改为六年制小学，同时又开设初等中学教育，招收中学生，另外还有师范一级。1924年，该校师生走出学校，参加五卅运动。同年，该校获募捐扩建。
1926年，遵照中华民国教育部规定的“校长必须由中国人担任”，该校更名为“富育女学校”，在教育部备案，由中国人担任校长。1927年，该校正式定名为“私立富育女子中学”，在河北省教育厅备案。该校原教学楼初建时名为“百友楼”，即后来所称的“富育楼”。该楼二层，为砖木结构建筑，青砖碧瓦，门檐绘有中式彩画，上下设有八个教室，建筑面积近千平方米，中小学课堂都设在该楼内。富育女子中学是北京东部最早的女子专门学校。附设的“富育女小”包括高小二级、初小四级，幼稚园一处。1932年，富育女小有117名在校学生。
1941年太平洋战争爆发，日军侵入学校，学校被迫西迁，改称“河北省立通县女子中学”。1944年，河北省立通县女子中学与“通县女子师范学校”合并。
在抗日战争该校西迁期间，该校在通县的校址被日本占领下的其他学校占用。1942年，在通县南关外的原富育女中宿舍旧址，建立了“河北省立通县农业专科学校”，孔庆霖任校长。1944年8月，在通县南关外的原富育女中教学楼，建立了“河北省立农业专科学校”，王泽民任校长。1945年12月，国民政府派杨锦波接收“河北省立通县农业专科学校”，并任校长。1946年3月，“通县农业专科学校”与黄村初级农校合并，改名为“河北省立黄村高级农业职业学校”，于同年4月迁至黄村。
1946年，该校在通县的原址复校。1949年，中学恢复上课。
1951年7月，该校被河北省人民政府接管，改称“河北省立通县女子初级中学”。1959年起，该校兼收男生。1960年，该校改称“北京市通县第二中学”，为全日制中学。1974年，该校增设高中部。1997年11月，随着通县撤县建通州区，该校改称“北京市通州区第二中学”。2017年9月，增加小学部。

## 建筑
2001年“富育女校教士楼、百友楼旧址”被公布为北京市文物保护单位。2013年，位于北京市通州区潞河中学的原潞河中学建筑、位于北京市通州区第二中学的原富育女校建筑、位于北京护士学校的原华美学校建筑，作为“通州近代学校建筑群”被列为第七批全国重点文物保护单位。
富育女校遗留的建筑主要有：
- 教士楼：建于1904年，用庚子赔款兴建。[7]
- 百友楼（富育楼）：建于1929年，为东西向二层楼，砖木结构。面阔九间，进深三间，采用大式作法。[2][7]
- 映竹楼：二层砖木结构。建筑风格别致，处在校园内的幽静之处。[2][7]
- 萃柏楼：二层砖木结构。中西合壁风格，建筑十分奇巧，四周为花木环抱。[2][7]

## 荣誉
- 首批北京市“全面育人，办有特色”校
- “北京市美育工作先进集体”

“北京市电化教育优类校”
- “首都文明单位”
- “北京市先进教工之家”
- 首届“胡楚南优秀教学成绩奖”
- “首都绿化美化花园式单位”
- “首都平安示范校园”
- “通州区优秀学校”
- “通州区初中中考优秀校”
- “通州区绿化美化先进单位”
- “通州区计划生育先进单位”
- “通州区敬老爱老先进单位”
- “通州区教委学籍管理先进单位”
- “通州区红旗团委”
- “通州区优秀少先辅导大队”

## 知名校友
- 李德全：该校小学部校友。曾任政务院文化教育委员会委员、中国红十字会会长、中央人民政府卫生部部长、全国政协副主席。
- 杨崇瑞：该校小学部校友。曾任中央人民政府卫生部妇幼卫生局局长，北平国立第一助产学校及附设医院院长。